# Rozas de Puerto Real
Rozas de Puerto Real est une commune de la communauté de Madrid, en Espagne.